# Лос-Аламос
Лос-Аламос (англ. Los Alamos, переклад з ісп. Бавовняний ліс) — переписна місцевість (CDP) в США, в окрузі Лос-Аламос у центральній частині штату Нью-Мексико у Скелястих горах на висоті понад 2200 метрів. Населення — 13 179 осіб (2020).
Місто побудоване Комісією з атомної енергетики на базі Лос-Аламоської національної лабораторії (Los Alamos National Laboratory) у 1943 році. Місце створення першої атомної бомби — випробування проведені 16 липня 1945 року. Центр досліджень у галузі ядерної фізики, виробництва ядерної зброї. У 1943–1957 роках Лос-Аламос був закритим містом.

## Географія
Лос-Аламос розташований приблизно за 56 км на північний захід від столиці штату Санта-Фе. Зі столицею Лос-Аламос пов'язаний сучасним шосе. Є невеликий ставок Ешлі (Ashley) у центральній частині міста.
Лос-Аламос розташований за координатами 35°53′38″ пн. ш. 106°17′28″ зх. д. / 35.89389° пн. ш. 106.29111° зх. д. (35.893936, -106.291104). За даними Бюро перепису населення США в 2010 році переписна місцевість мала площу 28,87 км², з яких 28,86 км² — суходіл та 0,01 км² — водойми.

### Клімат
| Клімат : Лос-Аламос                                    | Клімат : Лос-Аламос | Клімат : Лос-Аламос | Клімат : Лос-Аламос | Клімат : Лос-Аламос | Клімат : Лос-Аламос | Клімат : Лос-Аламос | Клімат : Лос-Аламос | Клімат : Лос-Аламос | Клімат : Лос-Аламос | Клімат : Лос-Аламос | Клімат : Лос-Аламос | Клімат : Лос-Аламос | Клімат : Лос-Аламос |
| Показник                                               | Січ.                | Лют.                | Бер.                | Квіт.               | Трав.               | Черв.               | Лип.                | Серп.               | Вер.                | Жовт.               | Лист.               | Груд.               | Рік                 |
| Абсолютний максимум, °C                                | 18,3                | 20,6                | 22,8                | 26,7                | 33,3                | 35,0                | 34,4                | 32,8                | 32,2                | 28,9                | 22,2                | 17,8                | 35,0                |
| Середній максимум, °C                                  | 4,4                 | 6,1                 | 10,0                | 15,0                | 20,0                | 25,6                | 27,2                | 25,6                | 22,8                | 16,7                | 9,4                 | 5,0                 | 15,6                |
| Середня температура, °C                                | −1,7                | 0,6                 | 3,3                 | 7,8                 | 13,3                | 18,3                | 20,0                | 18,9                | 15,6                | 10,0                | 3,3                 | −1,1                | 8,9                 |
| Середній мінімум, °C                                   | −7,2                | −5,6                | −2,8                | 1,1                 | 6,1                 | 11,1                | 13,3                | 12,2                | 8,9                 | 3,3                 | −2,8                | −6,7                | 2,8                 |
| Абсолютний мінімум, °C                                 | −27,8               | −27,2               | −19,4               | −13,3               | −4,4                | 0,0                 | 4,4                 | −0,6                | −3,9                | −14,4               | −25,6               | −25                 | −27,8               |
| Норма опадів, мм                                       | 23                  | 20                  | 28                  | 25                  | 30                  | 33                  | 76                  | 94                  | 46                  | 38                  | 23                  | 23                  | 460                 |
| Днів з опадами                                         | 5                   | 6                   | 7                   | 6                   | 7                   | 7                   | 13                  | 15                  | 8                   | 6                   | 5                   | 5                   | 90                  |
| ------------------------------------------------------ | ------------------- | ------------------- | ------------------- | ------------------- | ------------------- | ------------------- | ------------------- | ------------------- | ------------------- | ------------------- | ------------------- | ------------------- | ------------------- |
| Джерело: Western Regional Climate Center - Temperature |                     |                     |                     |                     |                     |                     |                     |                     |                     |                     |                     |                     |                     |

## Демографія

### Перепис 2010
Згідно з переписом 2010 року, у переписній місцевості мешкало 12 019 осіб у 5289 домогосподарствах у складі 3367 родин. Густота населення становила 416 осіб/км². Було 5863 помешкання (203/км²).
Расовий склад населення:
| - 85,9 % — білих - 7,2 % — азійців - 0,8 % — корінних американців - 0,6 % — чорних або афроамериканців - 0,1 % — вихідців з тихоокеанських островів - 2,5 % — осіб інших рас |

До двох чи більше рас належало 2,9 %. Частка іспаномовних становила 14,6 % від усіх жителів.
За віковим діапазоном населення розподілялося таким чином: 23,7 % — особи молодші 18 років, 62,3 % — особи у віці 18—64 років, 14,0 % — особи у віці 65 років та старші. Медіана віку мешканця становила 43,2 року. На 100 осіб жіночої статі у переписній місцевості припадало 101,4 чоловіків; на 100 жінок у віці від 18 років та старших — 101,5 чоловіків також старших 18 років.
Середній дохід на одне домашнє господарство становив 114 466 доларів США (медіана — 98 458), а середній дохід на одну сім'ю — 136 678 доларів (медіана — 128 075). Медіана доходів становила 97 404 долари для чоловіків та 66 484 долари для жінок. За межею бідності перебувало 6,6 % осіб, у тому числі 9,7 % дітей у віці до 18 років та 4,2 % осіб у віці 65 років та старших.
Цивільне працевлаштоване населення становило 6228 осіб. Основні галузі зайнятості: науковці, спеціалісти, менеджери — 54,3 %, освіта, охорона здоров'я та соціальна допомога — 16,3 %, публічна адміністрація — 6,0 %, мистецтво, розваги та відпочинок — 5,1 %.

### Перепис 2000
Згідно зі статистикою перепису населення на 2000 рік в поселенні налічувалося 11909 чоловік, 5110 домоволодінь та 3372 сім'ї. Щільність населення 423,4 людини на 1 км² (1096,2 на квадратну милю).
Расовий склад: 89,13 % білих, 0,44 % афро-американців, 0,56 % історичних американців, 4,47 % азійців, 0,04 % вихідців з тихоокеанських островів, 3,01 % інших рас і 2,35 % подвійний чи більше раси. Латиноамериканці всіх рас становлять 12,21 %.
Лос-Аламос має найкращий в штаті показник за рівнем освіти. 68,6 % населення старше 25 років має перший ступінь вищої освіти (англ. associate degree), а 62,1 % — другий ступінь (ступінь бакалавра, англ. baccalaureate degree) або вище.
У 31,4 % домоволодінь жили діти молодше 18 років, в 56,4 % — спільно проживають подружні пари. У 6,5 % проживали неодружені жінки, в 34%-несімейні власники. Середня населеність домоволодіння 2,31, середній розмір сім'ї — 2,89 осіб.
Середній вік населення 40 років. На 100 жінок різного віку припадало 101,3 чоловіків, а на 100 жінок старше 18 років доводилося 100,1 чоловіків старше 18 років.
Середній річний дохід на одне домоволодіння становив 71536 доларів США, середній дохід на одну сім'ю — 86 876 доларів. Чоловіки мали середній дохід 65638 доларів, а жінки — 39 352 долара. Дохід на душу становив 34240 доларів. Приблизно 2,4 % сімей і 3,6 % населення жили нижче рівня бідності. Нижче рівня бідності жили 2,6 % людей молодше 18 років і 5,3 % старше 65.
Середній ступінь зайнятості житла становила 71,5 %. Під час Мангеттенського проекту поселення було закритим, перший будинок був проданий в приватне володіння урядом США в 1965 Вільяму Овертону (англ. William Overton).

## Освіта
У Лос-Аламосі розташована публічна окружна середня школа Los Alamos High School. До початку робіт з Мангеттенського проєкту в цьому місці розташовувалася Los Alamos Ranch School.